# Cryptopalpus metallicus
Cryptopalpus metallicus là một loài ruồi trong họ Tachinidae.